# Samassa József
Samassa József (Aranyosmarót, 1828. szeptember 30. – Eger, 1912. augusztus 20.) egyházjogi doktor, szepesi püspök, egri érsek, bíboros, egyházi író, az MTA tagja (igazgató 1906).

## Pályafutása
Gimnáziumi iskoláit Nyitrán, Léván és Esztergomban végezte. 1843-ban az esztergom-főmegyei papok között mint az Emericanum növendékeként Pozsonyban töltött egy év után 1844-től a bölcseletet Nagyszombatban, a teológiát 1847-től a bécsi Pázmáneumban hallgatta. 1852. július 23-án Scitovszky János hercegprímás áldozópappá szentelte fel. Ezután Nagyszombatban az óklasszikus nyelvek (latin és görög) tanáraként dolgozott az érseki főgimnáziumban, ahol a klasszikus nyelvekben való jártasságát fejlesztette.
1854-ben a pesti Központi Papnevelő Intézet tanulmányi felügyelőjévé nevezték ki. 1859-ben Esztergomban teológiai, 1861. április 14-én pesti egyetemi hittanár lett. 1869-ben szülővárosa országgyűlési képviselővé választotta. Mint képviselő, a Deák-párthoz csatlakozott és általános figyelmet keltett felszólalásaival. E minőségében választották meg az akkor összeült katolikus autonómiai szervezőbizottság tagjává. 1869. szeptember 15-én báró Eötvös József vallás- és közoktatásügyi miniszter, Deák Ferenc ajánlására, kinevezte vallás- és közoktatási miniszteri osztálytanácsossá. Szeptember 23-án dunaföldvári címzetes apát és esztergomi kanonok lett; emellett újból egyhangúlag képviselővé választották 1875-ig.

### Püspöki pályafutása
1871. január 1-jén szepesi püspökké nevezték ki, IX. Piusz pápa június 26-án erősítette meg. Július 30-án szentelték püspökké, székét augusztus 27-én foglalta el. Ottani rövid működése alatt rendezte papsága anyagi helyzetét, restaurálta hazai műemlékeink egyik kincsét, a szepeshelyi Szapolyai-kápolnát és sikeresen ápolta idegen ajkú hívei között a nemzeti szellemet.
1873. június 18-án az egri érseki székre emelték, ahol szintén Deák Ferenc ajánlása jelölt számára képességeihez méltó helyet. 1873. augusztus 29-én belső titkos tanácsos, 1888-ban pedig pápai trónálló és prelátus lett. A politikai élettől az 1875. évi fúzió után visszavonult. 1892-ben a Szent István-rend nagykeresztjével tüntették ki, a budapesti egyetem pedig a millenniumi ünneplés alkalmával egyházjogdoktorrá választotta. Számos főpásztori körlevele és rendelete által törekedett az egyházi fegyelmet megerősíteni. Körlevelei közül: De disciplina ecclesiastica, De conventibus cleri, De residentia és a házassági rendről szólók említendők.
1880-ban Trefort Ágoston miniszterhez írt az egri érseki jogakadémia megszüntetése ellen, és az egri tanítóintézetet az újabb igényeknek megfelelően berendezte; leánynevelő-intézeteket, iskolákat emelt és fenntartásukról gondoskodott; a miskolci leánynevelő-intézetre 100 000 forintnál nagyobb összeget áldozott; áldozatkészségéből egyházmegyéjében több új templom létesült (Ózd, Kótaj, Vécs, Kisújszállás, Sajókaza); az egyházmegyei papság nyugdíjintézetére 30 000 forintnyi, az egyházmegyei lelkészek, segédlelkészek és tanítók fizetésének javítására 150 000 forintot meghaladó alapítványt tett. A művészetnek is hathatós pártfogója volt. Az árvíz által sújtott Szegednek 10 000 forintot, Miskolcnak, Egernek ugyanannyit adományozott. A csángók hazatelepítését nagy összeggel támogatta. Adományai már érseksége huszadik évében meghaladták a másfél millió forintot. Eger városa díszpolgárrá választotta és lefestette arcképét a városterme számára. 1893-ban ünnepelték érseksége huszadik évfordulóját. Tevékenykedett a vallás- és tanulmányi alapok ellenőrző és azokra felügyelő ideiglenes bizottságban, a főrendiház pénzügyi bizottságában, melynek hosszabb ideje elnöke volt, a közös ügyek tárgyalására kiküldött országos bizottságban, melynek rendszerint tagja volt. 1898-ban betöltötte egri 25. évét, erre az alkalomra kiadott főpásztori levelében vádolta a jelen társadalom hibáit, az érzületek gyökeres átalakulását sürgette, melyet csak Krisztus tana teremthet meg. Ugyanekkor gazdasági alkalmazottai részére 50 000, Erzsébet királyasszony emlékére 50 000, az egri egyházmegyei papi nyugdíjintézet javára 20 000, az egri egyházmegyei kántortanítók részére 20 000 koronát ajándékozott. 1902-es aranymiséje alkalmából ajándékozta Nyíregyházának a Magyarok Nagyasszonya-templomot, melyet ő maga szentelt fel 1904. augusztus 20-án. 1905. július 23-án érte meg áldozópapságának hatvanéves jubileumát. Ugyanezen évben X. Piusz pápa kinevezte bíborossá és 1906. december 6-án Rómában fejére tette a bíbornoki kalapot.
1912 májusában Budapesten tüdőgyulladást kapott, ami végül a halálát okozta. Az Egri főszékesegyház kriptájában temették el.
Harminckilenc éves egri érseksége alatt az önmagához mindenkor szigorú, egyszerűségszerető főpap az adományairól vezetett számadások szerint, egyházi, kulturális, társadalmi és jótékony célokra 6 527 043 koronát áldozott, mely összegből egyházmegyei célokra, mint templomokra, iskolákra, lelkészek, segédlelkészek, tanárok, tanítók helyzetének javítására, neveltetési célokra stb. 4 540 271 korona jutott. Főképp az egyházmegyei papnyugdíjintézetet támogatta, melyet mintegy 400 000 korona adományával és állandó gondolkodásával egészen újjászervezett.

## Emlékezete
Arcképe: kőnyomat a Hajnal-Albumban (Budapest, 1873) és Vereby Soma, Honpolgárok Könyvében (IX. 1874.) rajz, Gerhart H., Bécs
Nevét viselte a Galya-tető Délkeleti oldalában a Mátra Egylet által 1894-ben épített nyitott gerendakunyhó, a Samassa-menedékház, amely azonban már az első világháború után tönkrement. Ugyancsak róla nevezték el a Samassa-házat, a Bükk legrégebbi (1889-ben épült), működő menedékházát, valamint a közelében található Samassa-forrást.
Nyíregyházán a katolikus plébánia előtt 2012-ben teret neveztek el róla.

## Művei
- Votum ad synodum Provincialem Strigonii celebrandam de matrimoniis mixtis, nominatim de petenda dispensatione et de assistentia parochi in iisdem contrahendis. Pestini, 1858
- De stultitia quorundam qui se Ciceronianos vocant. Contra Grammaticos e Borussia in Austriam accersitos directum. Pestini, 1858 (Hidassy Kornél: «De stilo bene latino» cz. czikke védelmére volt írva, de lefoglalták)
- Palaestina, quam in usum auditorum suorum strictim descripsit. Strigonii, 1860
- A lelépett nagyságos rektorhoz intézett beszéd. Buda, 1865
- Epistola pastoralis... de institutione aerarii ad sublevandos corpore deficientes e voluntariis oblationibus conflando. Scepusii, 1871
- Epistola past., in qua oblatos annue 10,000 florenos pro meliore cleri sustentatione normat. Scepusii, 1871
- Epistola past. de prolium in scholis institutione. Scepusii, 1871
- Epistola, in qua clerum ab inpigre operandum in vinea Domini cohortatur. Scepusii, 1872
- Epistola, quae instructionem pro congregationibus pastoralibus exhibet. Scepusii, 1872
- Oratio, quam... quum regimen suum ADioeceseos ritu solemni capesseret, habuit Agriae in Metropolitana Ecclesia die 26. Mensis Octobris 1873. Bpestini, 1873. Magyarul: Főpásztori beszéd a papsághoz és hívekhez egri érsekké való ünnepélyes beiktatása alkalmával. Bpestini, 1873.)
- Epistola, past., in qua ut A.-Eppus Agriensis de civili S. Pontificis principatu disserit, et de celebrando Pii IX. Papae episcopali Jubilaeo congrua disponit. Eger, 1877
- Zárbeszéd, melyet az egri egyházmegyei papság nyugdíjintézete ügyében 1885. okt. 27. Egerben tartott közgyűlésén mondott. Latinból fordítva. Eger, 1885
- Zárbeszéd, melyet az egri egyházmegyei papság nyugdíjintézete ügyében 1888. okt. 23. Egerben tartott közgyűlésén mondott. Eger, 1888 (Megjelent a Religio 1888. II. 34-37. sz.)
- Megnyitó beszéd a szent István-társaság XXXVIII. nagygyűlésén. Bpest, 1891 (Kath. Szemléből)
- Beszéd, melyet... az egri egyházmegye papnyugdíjintézet 1893. okt. 26. tartott közgyűlésén papságához intézett. Latin eredetiből fordítva. Eger, 1893
- A cs. és kir. 60. sz. br. Appel gyalogezred százéves fennállása megünneplésekor az ezred uj zászlójának felszentelésénél 1898. aug. 13. mondott beszéde. Eger, 1898
- Sugarak. Szemelvények... irataiból és beszédeiből 1873-1898. huszonöt éves érseksége ünneplésére. Eger, 1898.[3]
- Beszéd, melyet... az egri egyházmegyei papnyugdíjintézet 1900. évi okt. 25. tartott közgyűlésén papságához intézett. Eger, 1900

Levele az egri egyházmegyei irodalmi egylet elnökéhez az «Egri Népkönyvtár» ügyében (M. Állam 1877. 253. sz.)
Levele gr. Esterházy egri püspök életrajzát illetve (Főv. Lapok 1888. I. 99. sz.)